# Coronulidae
Coronulidae es una familia de crustáceos del orden Sessilia, conocidos comúnmente como percebes de las ballenas.
Estos crustáceos se pegan a los cuerpos de las ballenas barbadas durante su etapa larval, cuando todavía tienen la capacidad de nadar. Algunas fuentes describen que esta relación es un ejemplo de comensalismo obligado, pues consideran que los percebes no dañan ni benefician a su anfitrión. Otras en cambio la describen como parasitaria, pues consideran que las ballenas son dañadas por los percebes, ya que las infestaciones de estos crustáceos lastran y reducen su eficiencia natatoria y además las infestaciones de percebes pueden ayudar a otros parásitos, especialmente piojos de las ballenas.
Algunos taxones anteriormente tratados como subfamilias de Corolunidae ahora se consideran familias separadas, incluidos los percebes de las tortugas en la familia Chelonibiidae.